# Spirembolus levis
Spirembolus levis är en spindelart som beskrevs av Alfred Frank Millidge 1980. Spirembolus levis ingår i släktet Spirembolus och familjen täckvävarspindlar. Inga underarter finns listade i Catalogue of Life.